# Петерс, Николай Николаевич
Николай Николаевич Петерс (1828—1886) — российский инженер путей сообщения, действительный статский советник.

## Биография
Родился в Санкт-Петербурге 23 марта (4 апреля) 1828 года, происходил из дворян Петербургской губернии.
Учился в Институте Корпуса инженеров путей сообщения, где 1 июня 1846 года был произведён в прапорщики, а в 1848 году, по окончании офицерских классов, в чине поручика был определён на службу в северную дирекцию Санкт-Петербурго-Московской железной дороги на опытный путь от Санкт-Петербурга до Колпина. После открытия постоянного движения по Николаевской железной дороге он был назначен в 1851 году в распоряжение инженер-генерал-майора Э. И. Герстфельда для изысканий к проведению линии железной дороги от Петербурга до Варшавы. После начала работ на Петербурго-Варшавской железной дороге он стал заведовать постройкой одного из ближайших к Петербургу участков. В 1857 году, с образованием Главного Общества Российских железных дорог, в ведение которого перешла также Варшавская железная дорога, Петерс остался на службе в Обществе, а в 1860 году перешёл на другую дорогу Общества — Московско-Нижегородскую, где в период 1861—1863 годов занимал должность главного инженера пути и зданий; в 1862 году на него было также возложено исполнение обязанностей директора дороги. В начале 1863 года он был назначен управляющим Царскосельской железной дорогой и в этой должности оставался до 1867 года, когда перешел на постройку в Общество Киево-Балтской железной дороги, которая строилась бельгийскими предпринимателями на правах подряда со сдачей дороги правительству по её окончании. И Петерсу пришлось с большим искусством вести дело, дабы не нарушить чьих-либо интересов — общества или правительства, и он с успехом вышел из такого положения, так что в 1868 году был отмечен орденом Св. Станислава 2-й степени и 1869 году ему было поручено организовать службу эксплуатации на Киево-Балтской железной дороге. После преобразования Управления путями сообщения из военного строя в гражданский в 1867 году Петерс был переименован из подполковников в коллежские советники. В 1870—1873 годах он был управляющим Московско-Брестской железной дорогой. В начале 1874 года снова получил управление Царскосельской железной дорогой; в период его управления на дороге проложен был второй путь; 4 апреля 1876 года был произведён был в действительные статские советники, а в начале 1877 года перешёл в Общество Moсковско-Брестской железной дороги, где и оставался до своей кончины, последовавшей 14 (26) августа 1886 года.
Имел также российский орден Св. Владимира 3-й степени (1879) и датский орден Данеброг (1865) 